# 荏弱柳叶箬
荏弱柳叶箬（学名：Isachne debilis）为禾本科柳叶箬属下的一个种。

## 扩展阅读
- 維基物種上的相關：荏弱柳叶箬